# الدولة الليبرالية
الدولة الليبرالية هي فترة تاريخية في كوستاريكا امتدت تقريبًا بين عامي 1870 و1940. وجاءت استجابة لهيمنة الفلسفة الليبرالية في الجوانب السياسية والأيديولوجية والاقتصادية. وتعتبر فترة ذات أهمية عظمى في تاريخ كوستاريكا، حيث جرى أخيرًا توطيد الدولة القومية ومؤسساتها.
كان وصول الليبراليين إلى السلطة يعني تغييرًا عميقًا ترك أثره على جميع الجوانب الأساسية للسياسة والاقتصاد والمجتمع والثقافة في كوستاريكا.
خلال هذه المرحلة من التاريخ الوطني سمح تطور الاقتصاد الرأسمالي القائم على نموذج التصدير الزراعي لكوستاريكا بدخول السوق العالمية وتوليد الموارد اللازمة لتطوير مؤسساتها وإنشاء أعمال البنية التحتية، وكان أكثرها أهمية خط السكة الحديدي المؤدي إلى المحيط الأطلسي. وكان توحيد صادرات البن أولًا في منتصف القرن التاسع عشر وأواخره، ثم صادرات الموز في أواخر القرن التاسع عشر وأوائل القرن العشرين محركين للتنمية الوطنية، وهو ما ولد سلسلة من التغييرات الثقافية التي منحت الأمة الكوستاريكية الكثير من ملامحها الحالية. كما أدّى توطيد برجوازية التصدير الزراعي المتحالفة مع رأس المال الأجنبي إلى سلسلة من التغييرات الاجتماعية، التي دفعت الطبقة العاملة إلى النضال من أجل الإصلاحات الاجتماعية التي أخذت مجراها في نهاية الفترة.

## تطور الدولة الليبرالية 1870 – 1929
في عام 1870 جرت الإطاحة بخيسوس خيمينيز زامورا على يد توماس غوارديا غوتيريز، الذي دعا إلى جمعية تأسيسية وطنية جديدة لصياغة دستور جديد في عام 1871، وكانت تلك أطول فترة كارتا ماجنا (وثيقة عظمى) في تاريخ البلاد استمرت حتى عام 1949. وألغى غوارديا عقوبة الإعدام والتعذيب وحدد الولاية الرئاسية بأربع سنوات.
في عام 1876 جرى انتخاب أنيسيتو إسكيفل ساينز، وكان غوارديا قائدًا للجيش ومسيطرًا دائمًا على البلاد، واستولى على السلطة مرة أخرى في عام 1880. وقاد غوارديا حكومة قاسية ولكنها تقدمية. وبدأ امتياز بناء أول خط سكة حديد إلى المحيط الأطلسي، وكلّف به المهندس الأمريكي مينور كوبر كيث، وذلك ما أطلق العنان في النهاية أيضًا لاستثمار الموز كمورد للتصدير. وفي ذلك الوقت بدأت أولى الهجرات الجماعية للإيطاليين والجامايكيين والصينيين للعمل في بناء خط سكة الحديد. وتوفي غوارديا وهو في منصبه، وخلفه بروسبيرو فرنانديز أورامونو الذي أعد البلاد لحرب نهائية ضد مخططات الجنرال الغواتيمالي خوستو روفينو باريوس لإعادة توحيد أمريكا الوسطى بالقوة، ولكن مع وفاة باريوس جرى تجنب هذه الحرب. وقد جرت صياغة قوانين مدنية وعسكرية ومالية جديدة في حكومته. كما طرد فرنانديز اليسوعيين من البلاد في عام 1884، وطرد معهم الأسقف برناردو أوغستو ثيل، متهمًا رجال الدين بالتدخل السياسي.
توفي فرنانديز في منصبه أيضًا، ثم انتقلت الحكومة إلى برناردو سوتو ألفارو الذي كرس إدارته للتنمية الثقافية والمادية للبلاد. وخلال فترة حكومته وقع مؤسس المدرسة العادية لتدريب المعلمين ماورو فرنانديز أكونيا على القانون العام للتعليم المشترك الذي وسع التعليم الثانوي، وكذلك أسس القانون مدرسة ليسيو دي كوستاريكا ومعهد ألاخويلا والمدرسة العليا للسيدات بين عامي 1887 و1888، وأغلق جامعة سانتو توماس أيضًا. وفي عام 1887 جرى تأسيس المتحف الوطني لكوستاريكا. وخلال ذلك العقد أيضا دُشنت الخدمة الهاتفية الوطنية. وفي عام 1888 أقر الزواج والطلاق المدني، فضلًا عن علمنة المقابر.
في عهد حكومة سوتو جرى إنشاء الصليب الأحمر في البلاد، ثم اليانصيب الوطني لتمويل المستشفيات. وبعد انتخابات عام 1889 حاولت حكومة سوتو تجاهل النتيجة التي أعطت الفوز بأغلبية ساحقة لخوسيه خواكين رودريغيز زيليدون. وفي 7 نوفمبر من ذلك العام انتفض جميع السكان بقيادة رافائيل إغليسياس كاسترو، لصالح فوز رودريغيز الانتخابي في أول يوم مدني وشعبي في تاريخ كوستاريكا، لذلك يُذكر هذا اليوم باسم يوم الديمقراطية الكوستاريكية. وقد فضل سوتو الابتعاد عن السلطة بدلًا من قمع السكان، وسلم الحكومة إلى الدكتور كارلوس دوران كارتين، الذي جرى تعيينه أولًا، ثم سلم الحكومة بعد ستة أشهر إلى رودريغيز.